# Éric Perrot (sciatore)
Éric Perrot (Bourg-Saint-Maurice, 29 giugno 2001) è un biatleta francese.

## Biografia
Perrot è figlio di Franck e di Tone Marit Oftedal, a loro volta biatleti. Ai Mondiali juniores di Obertilliach 2021 ha conquistato la medaglia d'argento nell'inseguimento; in Coppa del Mondo ha esordito il 19 marzo 2021 a Östersund in sprint (76º) e ha ottenuto il primo podio il 1º dicembre 2022 a Kontiolahti in staffetta (3º). Ai Mondiali di Oberhof 2023, sua prima presenza iridata, si è classificato 49º nella sprint, 32º nell'inseguimento e 32º nell'individuale; il 5 marzo dello stesso anno ha ottenuto la prima vittoria in Coppa del Mondo, a Nové Město na Moravě in staffetta mista. Ai Mondiali di Nové Město na Moravě 2024 ha vinto la medaglia d'oro nella staffetta mista, quella di bronzo nella staffetta e si è piazzato 4º nella sprint, 14º nell'inseguimento, 8º nell'individuale e 9º nella partenza in linea; a quelli di Lenzerheide 2025 ha vinto la medaglia d'oro nell'individuale e nella staffetta mista, quella d'argento nella staffetta, quella di bronzo nell'inseguimento e si è classificato 14º nella sprint e 7º nella partenza in linea. Non ha preso parte a rassegne olimpiche.

## Palmarès

### Mondiali
- 6 medaglie:
  - 3 ori (staffetta mista a Nové Město na Moravě 2024; individuale, staffetta mista a Lenzerheide 2025)
  - 1 argento (staffetta a Lenzerheide 2025)
  - 2 bronzi (staffetta a Nové Město na Moravě 2024; inseguimento a Lenzerheide 2025)

### Mondiali juniores
- 1 medaglia:
  - 1 argento (inseguimento a Obertilliach 2021)

### Coppa del Mondo
- Miglior piazzamento in classifica generale: 3º nel 2025
- 19 podi (7 individuali, 12 a squadre):
  - 7 vittorie (3 individuali, 4 a squadre)
  - 8 secondi posti (2 individuali, 6 a squadre)
  - 4 terzi posti (2 individuali, 2 a squadre)

#### Coppa del Mondo - vittorie
| Data             | Località             | Nazione     | Spec.                                                               |
| ---------------- | -------------------- | ----------- | ------------------------------------------------------------------- |
| 5 marzo 2023     | Nové Město na Moravě | Rep. Ceca   | MX (con Lou Jeanmonnot, Caroline Colombo e Fabien Claude)           |
| 9 marzo 2024     | Soldier Hollow       | Stati Uniti | SP                                                                  |
| 1º dicembre 2024 | Kontiolahti          | Finlandia   | RL (con Fabien Claude, Quentin Fillon Maillet ed Émilien Jacquelin) |
| 8 dicembre 2024  | Kontiolahti          | Finlandia   | MS                                                                  |
| 15 dicembre 2024 | Hochfilzen           | Austria     | RL (con Fabien Claude, Quentin Fillon Maillet ed Émilien Jacquelin) |
| 25 gennaio 2025  | Anterselva           | Italia      | RL (con Fabien Claude, Quentin Fillon Maillet ed Émilien Jacquelin) |
| 15 marzo 2025    | Pokljuka             | Slovenia    | MS                                                                  |

Legenda:

SP = sprint

MS = partenza in linea

RL = staffetta

MX = staffetta mista